# Çavuldur
Els Çavuldur (pot aparèixer també com a Djavuldur o Çawdor) són una tribu turcmana instal·lada parcialment a Coràsmia entre el segle XVi i el XVII i totalment al segle xviii. Per causa de les guerres dins el kanat de Khivà una part de la tribu es va desplaçar a la península de Mangixlak des d'on alguns clan van emigrar a les estepes del territori de Stavropol, però la major part va reconèixer al kan de Khivà i es va estendre dins el seu territori.
Modernament la tribu, ja totalment sedentària, habita la regió de Nukhus, dins la república autònoma del Karakalpakistan. Vers 1950 eren uns 25000.